# Lophocebus albigena
Il cercocebo dal mantello (Lophocebus albigena) è un primate della famiglia delle Cercopithecidae.

## Descrizione
La lunghezza del corpo è tra 40 e 72 cm, quella della coda tra 55 e 100 cm e il peso può variare tra 4 e 11 kg. I maschi sono più grandi delle femmine. Il colore del corpo è tra bruno scuro e nero, tranne il pelo sui lati del muso, che è grigio chiaro e dà il nome alla specie, e la lunga criniera sulle spalle, il cui colore, grigio, marrone o nero, dipende dalla sottospecie.

## Distribuzione e habitat
L'areale copre una vasta zona dell'Africa centrale, comprendendo la Repubblica del Congo, la Repubblica Centrafricana, la Repubblica Democratica del Congo a nord del fiume Congo, l'Uganda, la Nigeria sudorientale, il Camerun, la Guinea equatoriale, il Gabon e il Burundi.
L'habitat è la foresta pluviale tropicale.

## Biologia
Ha attività diurna e conduce vita arboricola scendendo raramente al suolo. Vive in gruppi territoriali, formati da uno o più maschi adulti, diverse femmine e giovani, per un totale che varia tra 10 e 20 individui.
La dieta è varia, consistendo prevalentemente di frutta, ma anche di altri vegetali, insetti e altri piccoli animali.
I maschi lasciano il gruppo quando, tra i cinque e i sette anni, raggiungono la maturità sessuale. Le femmine, che maturano sessualmente  a tre anni, trascorrono invece tutta la vita nel gruppo di origine.

## Conservazione
La specie non è considerata in pericolo dalla IUCN.